# La Palma
La Palma (en castellà, La Palma) és una illa de l'arxipèlag de les illes Canàries (comunitat autònoma de les Canàries), dins la província de Santa Cruz de Tenerife (Espanya). És a 72 km al nord de l'illa d'El Hierro i a 107 km al nord-oest de la de Tenerife. La capital és Santa Cruz de La Palma, que és també el port principal, des d'on exporta bananes, tomàquets, tabac i productes de l'artesania local, sobretot brodats.
La Palma és una de les illes canàries amb major superfície boscosa, tant de pins com de laurisilva. Quant a l'agricultura, els cultius principals són el plàtan de Canàries i la vinya.
En l'actualitat, el municipi més poblat de l'illa és Los Llanos de Aridane, que supera en aquest cas la capital insular Santa Cruz de La Palma.
El 19 de setembre de 2021 a les 14:12 hores (UTC) es va iniciar una erupció volcànica al municipi d'El Paso (vegeu: Erupció volcànica de La Palma de 2021).

## Geografia
L'illa té una superfície de 708,32 km² (9,45% del territori canari) i una població de 86.528 habitants (INE, gener de 2008).
Dins el relleu, destaca un gran sistema volcànic que ocupa el sector nord de l'illa i que comprèn l'ample cràter volcànic de la Caldera de Taburiente (10 km de diàmetre, 28 km de perímetre i 1.500 m de profunditat), obert només al sud-oest pel barranc de las Angustias, i declarat Parc Nacional el 1954.De la Caldera, vorejada d'alts cims (pico de la Cruz, 2.423 m), arrenca una cadena muntanyosa que travessa l'illa fins a l'extrem meridional. El seu territori és molt abrupte. El pic més alt és el Roque de los Muchachos (2.426 m), on hi ha un important observatori astronòmic (1985). Els vessants de la Caldera són boscosos i barrancosos i presenten corrents de lava ben visibles.
Des del centre de l'illa fins al sud, a l'anomenada Cumbre Vieja, hi ha una sèrie de volcans entre els quals es troben el San Antonio, el volcà de San Juan i el Teneguía, que va entrar en erupció en 1971. La Palma també inclou el Parc Natural de Cumbre Vieja i el Parc Natural de las Nieves, així com una sèrie d'entitats protegides de menor grandària i grau de protecció.
El 1983, la zona d'"El Canal y Los Tilos" és declarada Reserva de la biosfera per la Unesco. Aquesta àrea s'amplia el 1997 per formar la "Reserva de la Biosfera de Los Tilos". Finalment, el 2002, s'amplia la reserva a tota l'illa amb la denominació de Reserva de la Biosfera de La Palma.

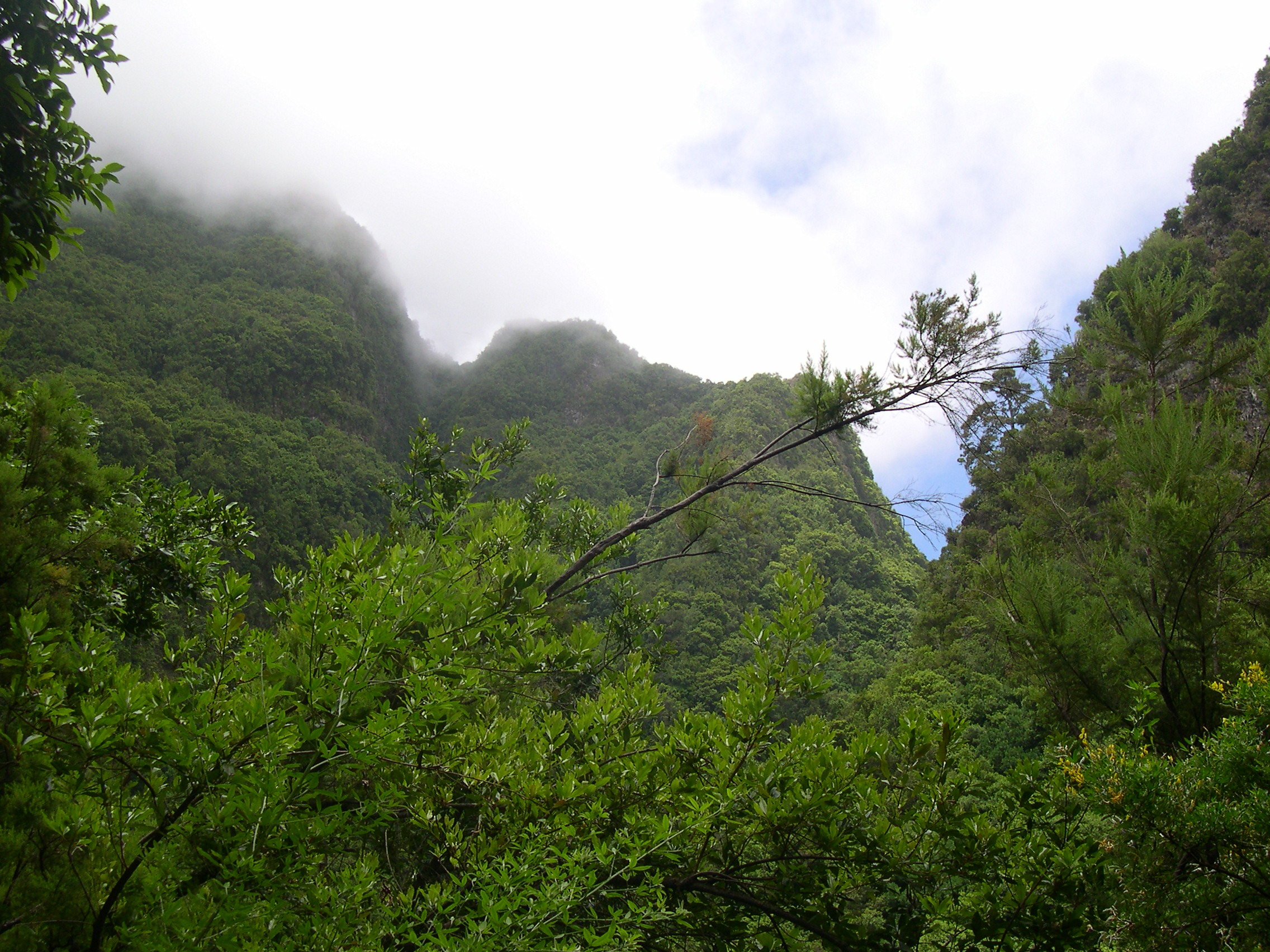
Bosc dels Til·lers

## Geologia

### Vulcanisme

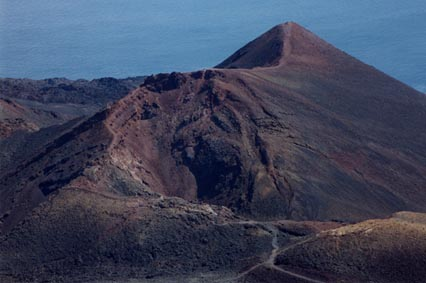
Volcà Teneguía

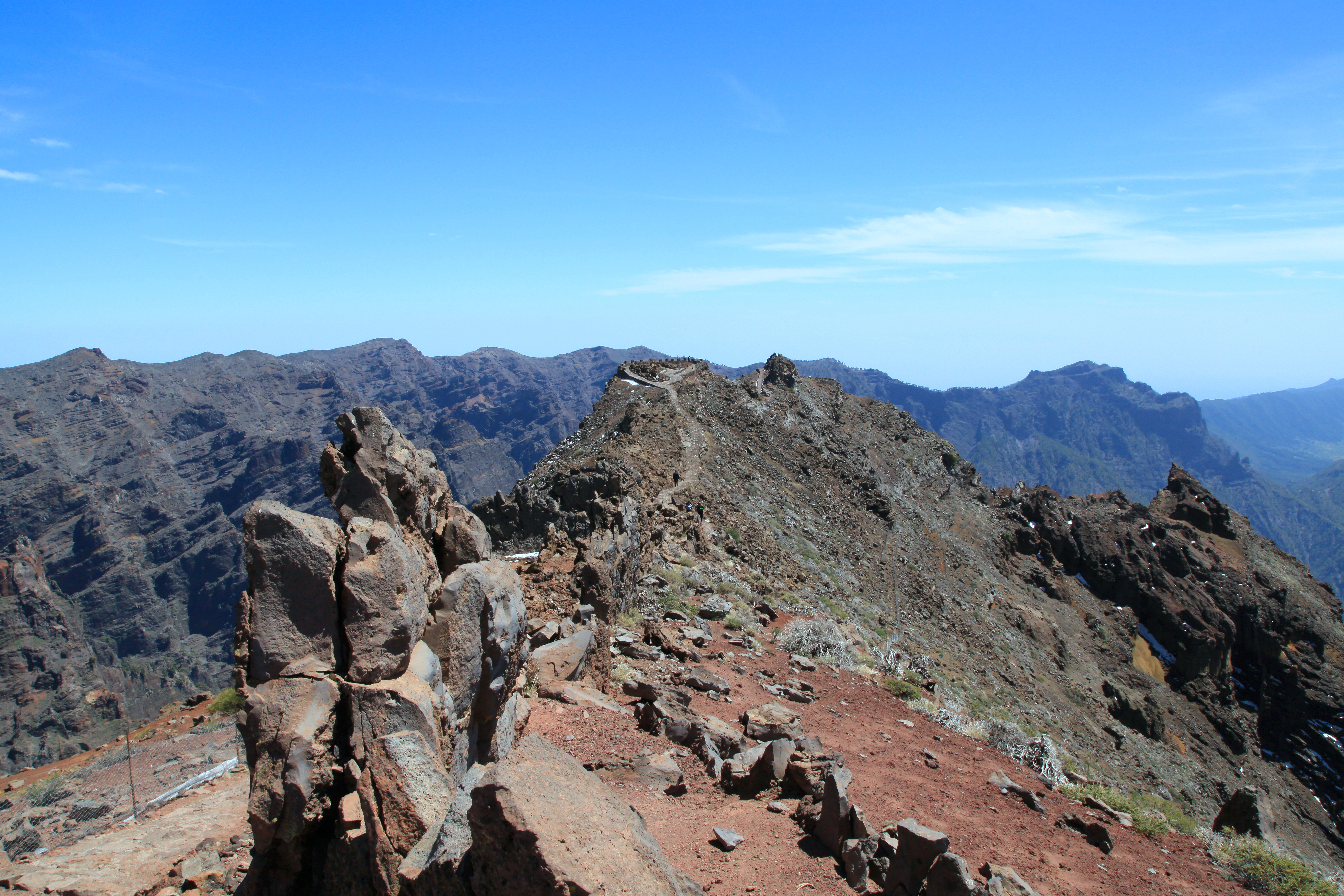
Roque de los Muchachos

La Palma, com la resta de Canàries, és una illa d'origen volcànic. Amb una edat geològica estimada en dos milions d'anys, és una de les més joves de l'arxipèlag. Va sorgir d'un volcà submarí situat a 4.000 metres sota el nivell del mar. L'edifici volcànic de l'illa posseeix una altitud de 6.500 m des de la plataforma abissal de l'Atlàntic i s'hi troben tots els tipus de roques volcàniques. L'illa es divideix en dues zones climàtiques ben diferenciades mitjançant una cadena de volcans denominada Cumbre Vieja.
L'última erupció va començar el 19 de setembre de 2021 a Las Manchas. El 26 d'octubre de 1971 es va produir una erupció de la qual va sorgir el volcà Teneguía a la punta meridional de l'illa, al municipi de Fuencaliente. La zona nord està dominada per la Caldera de Taburiente, una caldera submarina creada per erupcions i l'erosió que va emergir fins a una alçada de 3.500 m sobre el nivell de la mar. Aquesta caldera és el major cràter emergit del món. L'interior de la caldera es va buidar en el passat geològic per una ràpida emissió de lava a través d'una bretxa que es va obrir a prop de l'actual Balcón de Taburiente, en el que és avui el barranc de Las Angustias. Les empremtes d'aquesta emissió de lava es poden veure a l'interior de la caldera, ja que aquestes empremtes (barrancs en les parets internes) estan orientades cap al centre del cràter i no cap a l'exterior, com hagués succeït en un cràter amb erupcions explosives (com va succeir en el Mount Saint Helens). La caldera mesura 9 km de diàmetre, 28 de circumferència i 1.500 metres de profunditat. L'única sortida que presenta és el Barranc de Las Angustias, únic curs fluvial canari, lloc pel qual només es pot accedir a peu. El 1954 es va crear el parc nacional de la Caldera de Taburiente.
Es troba envoltada per cims d'entre 1.700 i 2.406 m d'altitud en què està situada la major altitud de l'illa, el Roque de los Muchachos, amb 2.426 m sobre el nivell de la mar. En aquest pic hi ha l'observatori del Roque de los Muchachos.

### Erupcions històriques a La Palma
- 1470-1492: Montaña Quemada o Volcà de Tacande
- 1585: Volcà de Tajuya, al municipi d'El Paso
- 1646: Volcà de Martín o de San Martín
- 1677: Volcà Fuencaliente
- 1712: Volcà d'El Charco
- 1949: Volcà San Juan (cràters del Duraznero, Hoyo Negro i Llano del Banco) a El Paso.
- 1971: Volcà Teneguía a Fuencaliente
- 2021: Erupció a Cumbre Vieja

Les dades d'aquestes erupcions s'han obtingut a través dels cràters, els camps de cendres i la longitud de les colades de lava.
L'activitat volcànica és un risc constant. Encara que està concentrada a la zona sud de l'illa, hi ha teories que prediuen que una erupció podria tornar inestable la zona occidental de l'illa i caure al mar. Un estudi dels anys 1990 va descobrir que el Parc Natural de Cumbre Vieja es troba ple d'aigua a causa de la porositat de la pedra, però, en realitat, la característica explosiva d'un volcà es troba en la major o menor temperatura de la lava: si aquesta és molt alta, la lava és molt líquida, el que disminueix el caràcter explosiu de les seves erupcions i augmenta la possibilitat dels vessaments, bé sigui obrint una bretxa a la part superior del cràter o sortint a través d'una obertura a la paret del cràter.

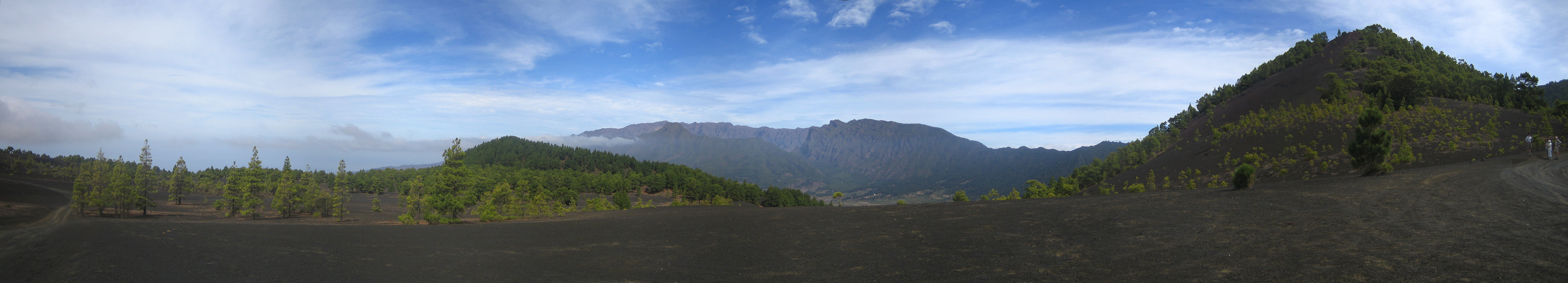
Arenals del Llano de las Brujas a la Cumbre Vieja

## Divisió administrativa
L'illa es divideix en 14 municipis:
- Barlovento
- Breña Alta
- Breña Baja
- Fuencaliente
- Garafía
- Los Llanos de Aridane
- El Paso
- Puntagorda
- Puntallana
- San Andrés y Sauces
- Santa Cruz de La Palma
- Tazacorte
- Tijarafe
- Villa de Mazo